# Francisco Carantoña
Francisco Carantoña Dubert (Muros, La Coruña, 4 de abril de 1926-Gijón, 8 de diciembre de 1997) fue un periodista y escritor español. Director del diario gijonés El Comercio (1954-1995).

## Biografía

### Formación universitaria: Ciencias Químicas y Periodismo
Se licenció en Ciencias Químicas en 1948, después de haber realizado los cursos de licenciatura en las Universidades de Valladolid, Granada y Madrid. Permaneció en esta última universidad durante dos años, trabajando como ayudante de la cátedra de Química inorgánica.
En 1951 comenzó su formación periodística en la Escuela Oficial de Periodismo, donde fue el número uno de su promoción en 1954. Trabajó como redactor del semanario El Español y de la revista Motor Mundial.

### DiarioEl Comercio
Se trasladó a Gijón, para trabajar en el diario El Comercio. En diciembre de 1954 fue elegido director del diario gijonés, sustituyendo a Adeflor. Permaneció en dicho cargo hasta 1995. 
Bajo su dirección, El Comercio se transformó en un periódico moderno. Se consolidó como el primero y más influyente de Gijón. Durante decenios, Carantoña publicó diariamente dos artículos: uno, firmado con su nombre, estaba centrado en el análisis de la política regional, nacional o internacional; y el otro, firmado con el seudónimo de Till. trataba sobre temas muy diversos en la columna “La Vida y sus Vueltas”.

### Actividad cultural
Francisco Carantoña fue un gran conocedor del mundo artístico. Fue uno de los fundadores de la Fundación Foro Jovellanos del Principado de Asturias, siendo su presidente entre 1995 y 1997.

### Vida personal
En Gijón conoció a Cruz Álvarez Requejo (fallecida el 13 de enero de 2017), con quien contrajo matrimonio. El matrimonio se asentó definitivamente en la capital de la Costa Verde. Tuvieron un hijo y seis hijas.

## Publicaciones
Su producción literaria fue amplia y diversa. En concreto:
- Como experto en diversos artistas plásticos asturianos, publicó monografías y colaboró en la publicación de catálogos sobre la obra de los siguientes artistas: Orlando Pelayo, su amigo Nicanor Piñole, Joaquín Rubio Camín y Evaristo Valle, entre otros.

- Como novelista, publicó La libertad de los tejones (1975) y el relato Dinusiña, la hija de Bertulio el alberguero, con ilustraciones de Orlando Pelayo.

- Como profundo conocedor de Gijón, fue el autor de Semblanza de Gijón (1990), además de su colaboración diaria como articulista del diario El Comercio. Dichas colaboraciones fueran publicadas en dos recopilaciones: La vida y sus vueltas (1984) y El último año de Till (1998).[6]

## Premios y reconocimientos
En 1992 recibió un homenaje por sus méritos a cargo de la Asociación de Antiguos Alumnos del Real Instituto de Jovellanos.
En 1999, se inauguró en el gijonés paseo Begoña la escultura Homenaje a Francisco Carantoña, obra de escultor gijonés Joaquín Rubio Camín.
El 3 de diciembre de 2015, El Ateneo Jovellanos y el Aula de Cultura del diario El Comercio homenajearon su figura, con motivo del XVIII aniversario de su fallecimiento. Un homenaje similar se realizó el 2 de diciembre de 2019, con motivo del XXII aniversario de su fallecimiento.
En 2016, el café Dindurra homenajeó a Francisco Carantoña con la reposición de una placa en su honor.
El Ayuntamiento de Gijón le nombró hijo adoptivo de la ciudad, en 2017, junto al cineasta José Luis Garci. Anteriormente dedicó una calle en su honor: calle Periodista Francisco Carantoña Dubert.